# Schiedsstelle nach dem Verwertungsgesellschaftengesetz
Die Schiedsstelle nach dem Verwertungsgesellschaftengesetz ist eine beim Deutschen Patent- und Markenamt (DPMA) in München angesiedelte Einrichtung, die insbesondere bei Streitigkeiten zwischen Verwertungsgesellschaften und den Nutzern urheber- bzw. leistungsschutzrechtlich geschützter Inhalte vermittelt. Daneben ist die Schiedsstelle in bestimmten Fällen für die Vermittlung zwischen Sendeunternehmen und Kabelnetzbetreibern zuständig.
Bis zum Inkrafttreten des Verwertungsgesellschaftengesetzes (VGG) am 1. Juni 2016 fand die Schiedsstelle ihre gesetzliche Grundlage im Urheberrechtswahrnehmungsgesetz vom 9. September 1965 (WahrnG) sowie der auf dessen Grundlage erlassenen Urheberrechtsschiedsstellenverordnung (UrhSchiedsV) vom 20. Dezember 1985.

## Stellung
Verwertungsgesellschaften dienen dazu, Ansprüche aus dem Urheberrecht und den verwandten Schutzrechten effektiv wahrzunehmen. Hierzu räumen die Berechtigten den Verwertungsgesellschaften zunächst Nutzungsrechte, Einwilligungsrechte und Vergütungsansprüche treuhänderisch ein; im Anschluss werten die Verwertungsgesellschaften diese für Rechnung der einbringenden Rechteinhaber zu deren kollektivem Nutzen aus. Derzeit gibt es in Deutschland 13 solcher Verwertungsgesellschaften, die sich um unterschiedliche Schutzgegenstände und Rechte kümmern (Stand: August 2017).
Die Verwertungsgesellschaften können mit den ihnen eingeräumten Rechten nicht beliebig verfahren. In ihrer Binnenstruktur werden sie von ihren Mitgliedern (bei Vereinen, zum Beispiel der GEMA) bzw. Gesellschaftern (bei GmbHs, zum Beispiel der GVL) getragen. Mitglieder und einbringende Berechtigte sind an den Entscheidungen der Verwertungsgesellschaft stets angemessen und wirksam zu beteiligen. Zu den zentralen Entscheidungen einer Verwertungsgesellschaften zählen wiederum die – zwingend aufzustellenden – Tarifpläne, in denen festgelegt wird, welche Vergütungen für bestimmte Arten der Nutzung anfallen sollen. Daneben sind Verwertungsgesellschaften auch Gegenstand wichtiger äußerer Zwänge. So unterliegen sie insbesondere einem Abschlusszwang, der sie grundsätzlich zu einer Rechteeinräumung „zu angemessenen Bedingungen“ verpflichtet. Mit Nutzervereinigungen müssen grundsätzlich Gesamtverträge „zu angemessenen Bedingungen“ abgeschlossen werden.
Vor diesem Hintergrund liegt nahe, dass zwischen Verwertungsgesellschaften und Nutzern Reibungspotenzial besteht. Vor allem äußert sich dies, wenn Nutzer bzw. Nutzervereinigungen der Ansicht sind, dass die ihnen angebotenen Konditionen objektiv unangemessen und die von ihnen geforderte Vergütung zu hoch ist. Ein Streitpunkt kann zudem beispielsweise in der Frage bestehen, ob eine begehrte Nutzung unter einen bestimmten Tarif fällt oder nicht. Für die Lösung solcher Konflikte sieht der Gesetzgeber die Schiedsstelle vor.

## Funktion

### Allgemeines
Nach § 92 Abs. 1 VGG kann die Schiedsstelle „von jedem Beteiligten bei einem Streitfall angerufen werden, an dem eine Verwertungsgesellschaft beteiligt ist und der eine der folgenden Angelegenheiten betrifft“:
1. die Nutzung von Werken oder Leistungen, die nach dem Urheberrechtsgesetz geschützt sind;
2. die Vergütungspflicht für Geräte und Speichermedien (§ 54 UrhG) oder die Betreibervergütung (§ 54c UrhG);
3. den Abschluss oder die Änderung eines Gesamtvertrags.

§ 92 Abs. 2 VGG sieht eine weitere Zuständigkeit der Schiedsstelle für Streitfälle vor, an denen ein Sendeunternehmen und ein Kabelunternehmen beteiligt sind, wenn der Streit die Verpflichtung zum Abschluss eines Vertrages über die Kabelweitersendung betrifft.
Die Anrufung erfolgt durch schriftlichen Antrag. Die Schiedsstelle ist selbst kein Gericht, sondern ein Verwaltungsorgan, jedoch einem Gericht ähnlich besetzt und in prozessualer Hinsicht eng am Verfahren vor einem ordentlichen Gericht orientiert. Anders als ein Schiedsgericht erlässt die Schiedsstelle keine Entscheidung, sondern unterbreitet den Beteiligten als Schlichterin einen begründeten Einigungsvorschlag. Die dort vorgeschlagene Vereinbarung gilt als angenommen, wenn ihr nicht widersprochen wird.
Die Anrufung der Schiedsstelle ist in vielen Fällen zur Rechtsdurchsetzung erforderlich – erst danach kann der betreffende Anspruch gerichtlich geltend gemacht werden. Dies gilt für die Fälle unter 1. und 2. jedoch nur, wenn die Anwendbarkeit oder Angemessenheit des Tarifs in Zweifel steht. Zuständiges Gericht im ersten Rechtszug ist das am Sitz der Schiedsstelle zuständige Oberlandesgericht (OLG), also das OLG München. Gegen dessen Endurteil kann nach Maßgabe der Zivilprozessordnung Revision zum Bundesgerichtshof eingelegt werden.
Die Schiedsstelle ist gehalten, auf eine gütliche Beilegung des Streitfalls hinzuwirken. Auch hierdurch wird das Gerichtswesen bei Einzelnutzungsstreitigkeiten entlastet.

### Sicherheitsleistung
Zwischen dem Inverkehrbringen von Geräten und Speichermedien und der Zahlung der Vergütung vergeht regelmäßig erhebliche Zeit. Die zugehörigen Verfahren vor der Schiedsstelle gestalten sich ihrerseits auch aufgrund der nach § 93 VGG unter Umständen noch durchzuführenden empirischen Untersuchung zur Ermittlung des Nutzungsverhaltens als komplex; hinzu kommt, dass sich auch an einen Einigungsvorschlag möglicherweise noch ein Gerichtsverfahren über zwei Instanzen anschließt. Der Gesetzgeber entschied sich bei Einführung des VGG daher dafür, der Schiedsstelle die Befugnis an die Hand zu geben, auf Antrag eine Sicherheitsleistung (zum Beispiel Bankbürgschaft) des Vergütungsschuldners anzuordnen. Diese muss dann etwa ein Importeur von Speichermedien auf Antrag der Zentralstelle für private Überspielungsrechte (ZPÜ) leisten, um die „erhebliche Gefährdung“ der ZPÜ zu vermindern, die infolge der langen Verfahrensdauer entsteht.
Das OLG München kann die Anordnung einer Sicherheitsleistung für vollziehbar erklären und damit die Voraussetzung für ihre Durchsetzung schaffen. Das OLG überprüft dabei die Anordnung vollumfänglich und kann sie, falls nötig, abweichend fassen.
Gegen die Regelung zur Sicherheitsleistung werden in der Literatur von einigen Kommentatoren verfassungsrechtliche Bedenken vorgebracht.

## Besetzung
Die Schiedsstelle besteht aus dem Vorsitzenden oder seinem Vertreter und zwei Beisitzern. Die Mitglieder müssen die Befähigung zum Richteramt besitzen und werden vom Bundesministerium der Justiz und für Verbraucherschutz für einen bestimmten Zeitraum, der mindestens ein Jahr beträgt, berufen; Wiederberufung ist zulässig. Zur effizienten Erledigung ihrer Aufgaben kann die Schiedsstelle auch Kammern bilden.
Zwar ist die Schiedsstelle beim DPMA als oberster Aufsichtsbehörde über die Verwertungsgesellschaften angesiedelt, dessen Präsident des Weiteren auch die Dienstaufsicht über die Schiedsstelle innehat. Die Spruchkörper der Schiedsstelle sind allerdings trotzdem eigenständig; die Mitglieder sind insbesondere nicht an Weisungen gebunden.

## Auslastung
Im Jahr 2016 wurde die Schiedsstelle in 162 Streitigkeiten eingeschaltet. Im gleichen Zeitraum wurden 90 Anträge erledigt. Die Zahl der am Jahresende anhängigen Anträge stieg damit wie schon in den Vorjahren abermals an und betrug 455 (2015: 383, 2014: 329, 2013: 225). Die Neueingänge betrafen zum überwiegenden Teil Streitigkeiten zwischen Herstellern oder Importeuren (teilweise auch Händlern) von Vervielfältigungsgeräten und Speichermedien einerseits und der ZPÜ andererseits.